# Чёрный гриф
Чёрный гриф, или бурый гриф (лат. Aegypius monachus, от др.-греч. αἰγῠπιός «бородач» и лат. monachus «монах») — вид хищных птиц семейства ястребиных. Подвидов не выделяют.

## Этимология
Название «гриф» занесено в русский язык через литературу. Принято считать, что название происходит от латинского «gryps» и восходит к древнеиндийскому «garutmant» — гриф. В восточной мифологии грифы считаются прообразом птиц гаруда, в греческой — грифонов.

## Описание
Чёрный гриф — крупный представитель семейства ястребиных птиц с размахом крыльев 250—295 см. Самки немного крупнее и тяжелее самцов, при длине 104—112 см весят 7,5—12,5 кг, тогда как самцы при длине 102—107 см весят 7,0—11,5 кг. Голова и бока головы покрыты пухом беловатого или светло-бурого цвета. Оперение вокруг глаз черновато-коричневое, продолжается к передней части тела и горлу. Горло окаймлено нитевидными серо-коричневыми перьями, образующими воротник. Восковица и участки голой кожи на лице голубоватые. Тело и верхняя часть крыльев тёмно-коричневые, кроющие подхвостья бледно-серые. Хвост чёрный. Маховые перья и нижние кроющие крыла чёрные с коричневыми или пурпурно-бронзовыми внешними краями. Радужная оболочка тёмная. Клюв буроватый. Ноги свинцово-серые. Клюв грифа заостренный, загнутый вниз. Бока и задняя часть шеи птицы остаются неоперенными, здесь кожа имеет бледно-розовый оттенок. Новорожденный малыш сначала покрыт желтоватым пухом, который потом сменяется пуховым нарядом серого цвета. Через полтора месяца появляется первое оперение.

## Места обитания
Грифы или в переводе на греческий грифоны, обитают в гористых местностях там, где есть лесные массивы. В России, в наши дни обитает на северных склонах Большого Кавказа, а также на территории Краснодарского и Ставропольского края, в горных районах Осетии и Дагестана, небольшая популяция есть в Крымских горах. Гнездится на территории Республики Алтай Республики Тыва. На территории Кыргызстана обитает чёрный гриф который в свою очередь был занесён в красную книгу Кыргызстана.

## Пища
Гриф кормится падалью, в основном трупами крупных животных. При этом они предпочитают мясо, реже — кости и шкуру. В поисках пищи ежедневно преодолевают огромные расстояния — до 300—400 км, искусно используя для парящего полёта восходящие потоки нагретого воздуха (термики).

## Образ жизни
Обустраивая своё гнездо, грифы стараются избегать соседства с другими парами своего вида. Гнездятся на старых деревьях или отвесных скалах. Гнездо имеет около 1,5 метров в диаметре и достигает 60 см в высоту. Дно грифы выстилают мхом, пухом и шерстью животных. Яйца высиживают 55 дней оба родителя попеременно. Грифы очень заботливые родители. К самостоятельному существованию птенец чёрного грифа готов через три — три с половиной месяца после рождения.
Чёрный гриф —- невероятно зоркая птица. Свою добычу она высматривает, паря на высоте 1-2 км над землей. Острота зрения этой птицы в семь раз превосходит человека.

## Галерея

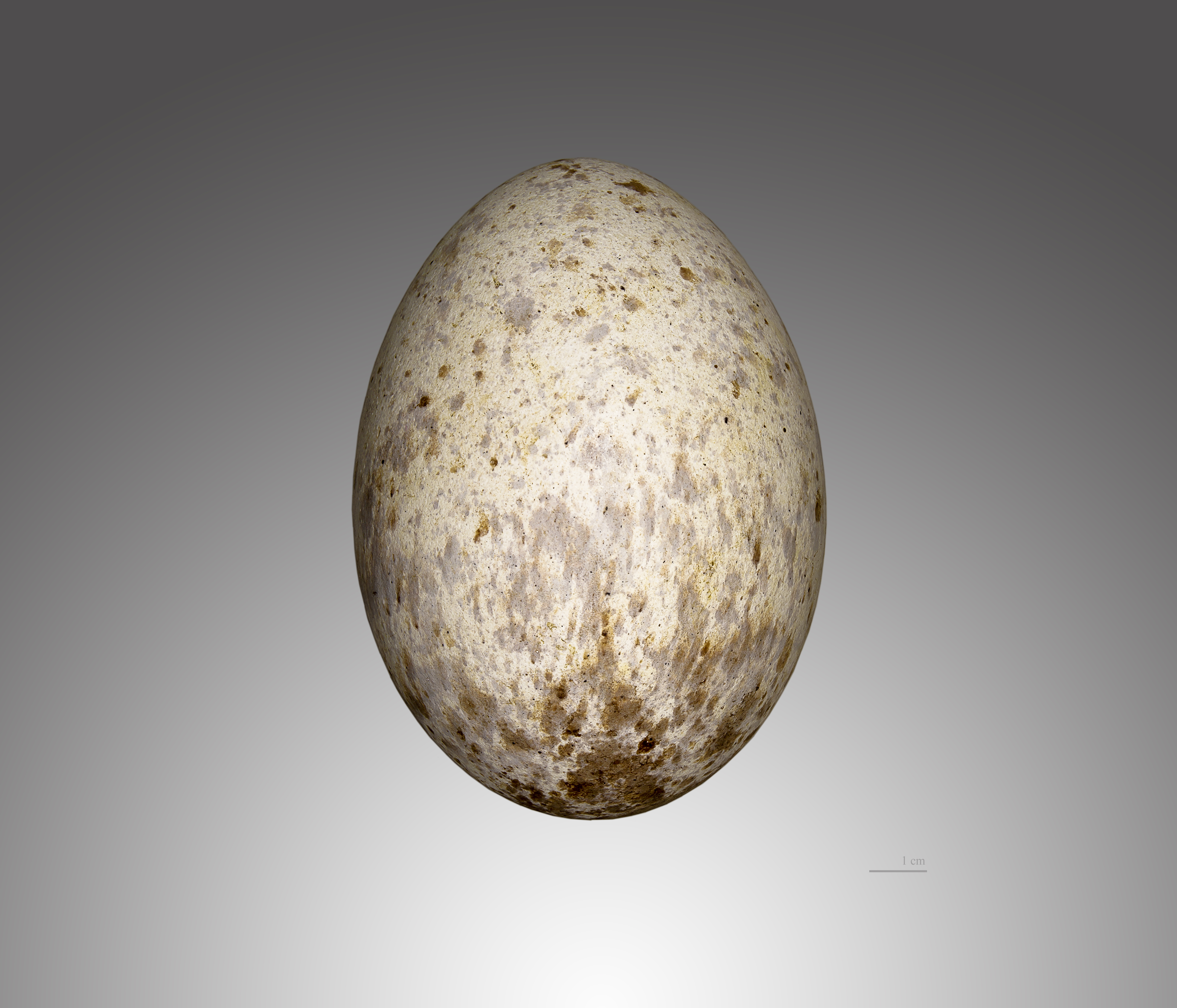
Яйцо
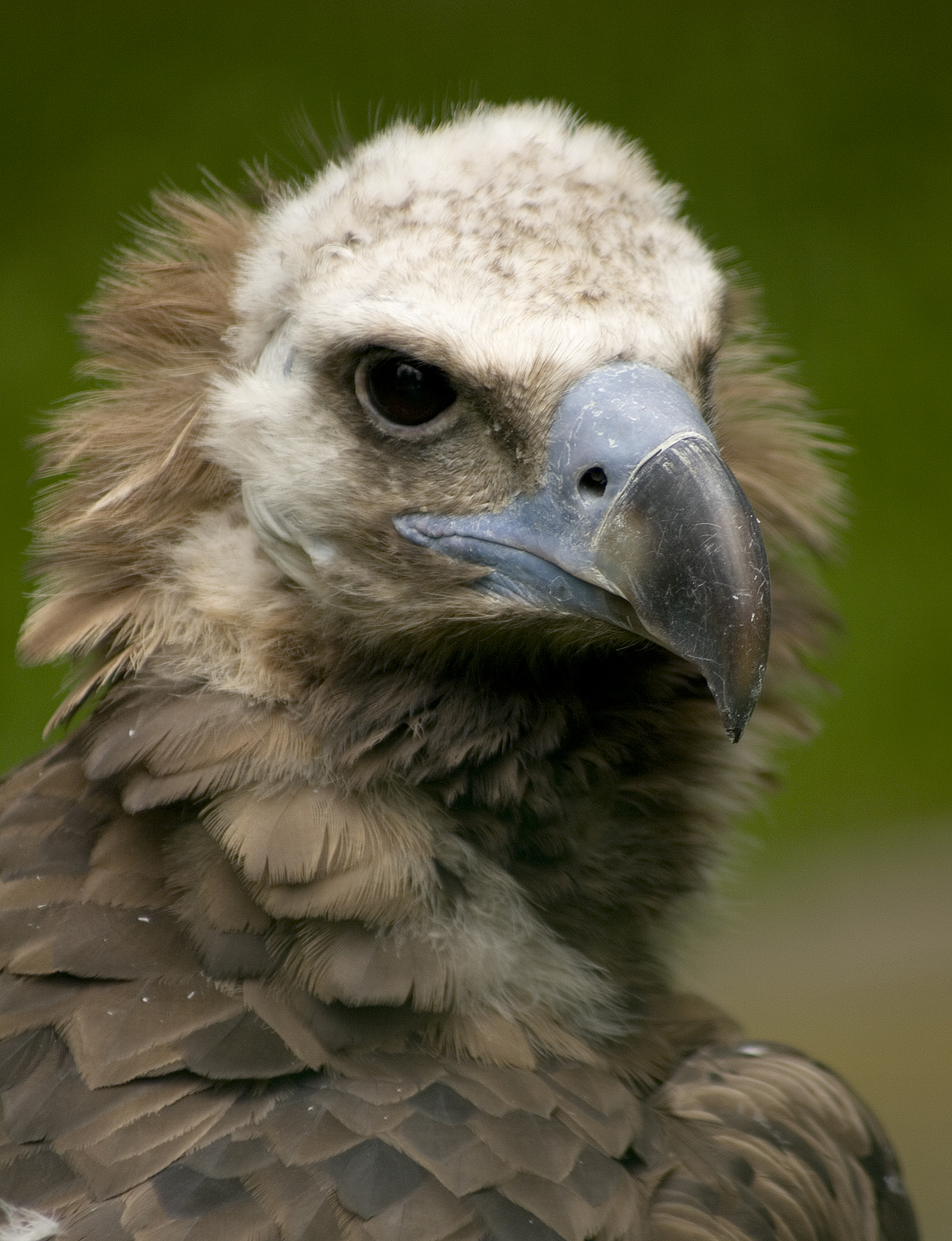
портрет
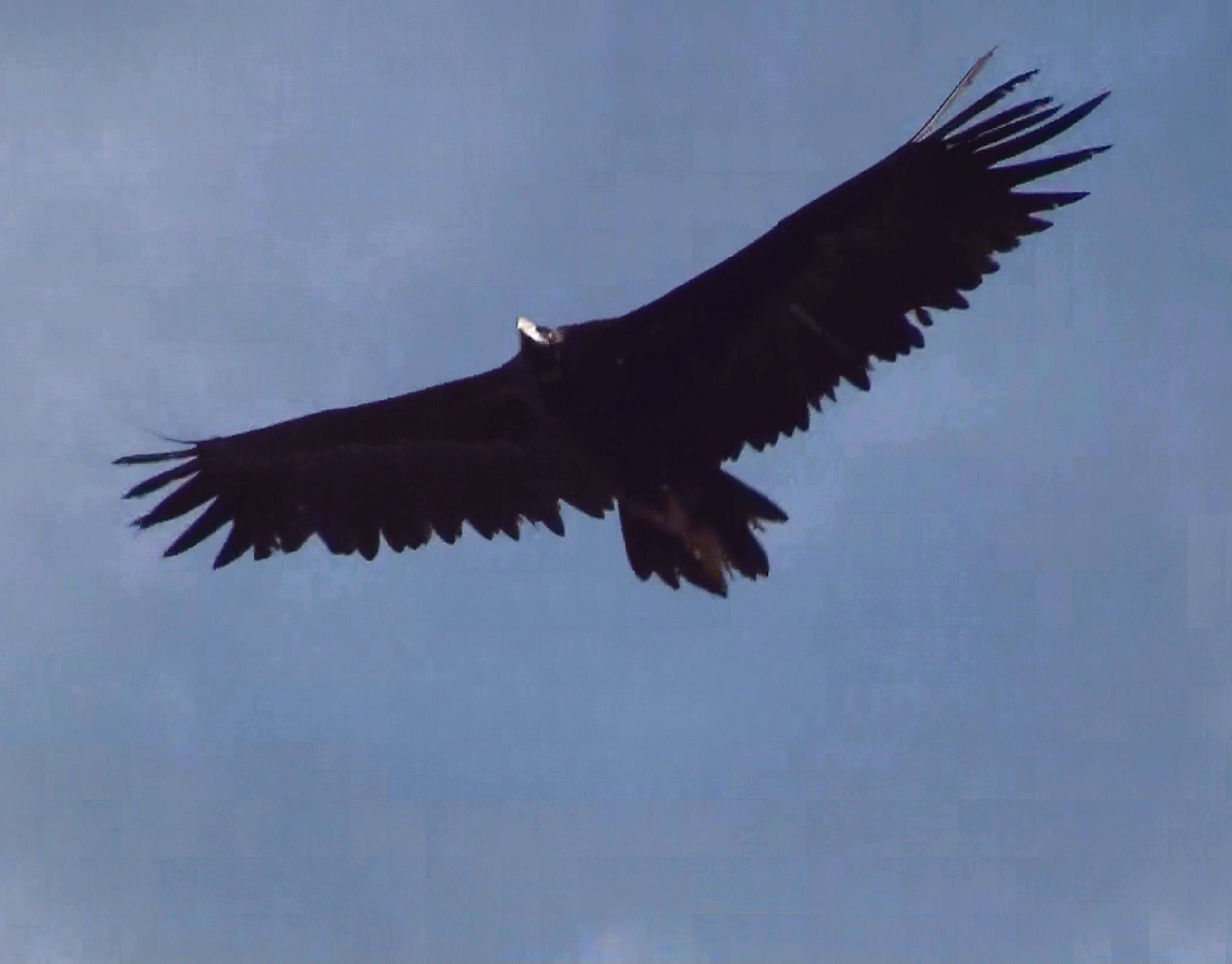
в полёте
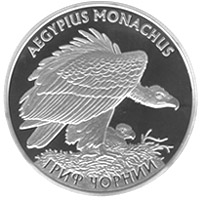
на украинской монете